# 不浪·尤幹
不浪·尤幹（漢名：黃建福，1969年7月24日—2006年1月1日），台灣原住民泰雅族人，台灣歌手與音樂製作人。曾為張惠妹、任賢齊及王力宏等人創作、製作歌曲，並於第39屆金馬獎中以電影《夢幻部落》獲得最佳原創配樂獎。
2005年12月31日晚間22時55分左右，在北京首都體育館於歌手齊秦的2006年跨年演唱會上表演時發生意外，掉落於3公尺深的舞台底下，送往醫院急救後仍於次日凌晨1時20分左右證實死亡，享年37歲。

## 作品

### 專輯
- 黑皮伍肆叁《Happy 543》

### 歌曲
- Jealous Guy

### 譜曲
- 張惠妹〈不在乎他〉（國語）與其之日文版〈会いたい〉（好想見你）
- 動力火車〈彩虹〉
- 〈風中小米田〉
- 〈瑪雅的彩虹〉
- 〈我遺忘已久的泰雅〉

## 獎項
| 年份 | 項目       | 類別                         | 結果 |
| ---- | ---------- | ---------------------------- | ---- |
| 2001 | 瑪雅的彩虹 | 第36屆金鐘獎音效獎           | 獲獎 |
| 2002 | 夢幻部落   | 第39屆金馬獎最佳原創電影音樂 | 獲獎 |

## 外部連結
- 不浪·尤幹的夢幻部落的新浪博客
- 不浪·尤幹在香港影庫上的簡介